# Route départementale 7 (Bouches-du-Rhône)
 (mai 2020).
Si vous disposez d'ouvrages ou d'articles de référence ou si vous connaissez des sites web de qualité traitant du thème abordé ici, merci de compléter l'article en donnant les références utiles à sa vérifiabilité et en les liant à la section « Notes et références ».
La route départementale 7 ou D7 est une route départementale des Bouches-du-Rhône reliant Les Milles à La Destrousse.

## Communes traversées
- Les Milles, village de la commune d'Aix-en-Provence
- Luynes (Bouches-du-Rhône)[2], village de la commune d'Aix-en-Provence
- Gardanne
- Mimet
- Saint-Savournin
- Cadolive
- Peypin[3]
- La Destrousse